# Arlington (Indiana)
Arlington es un lugar designado por el censo ubicado en el condado de Rush en el estado estadounidense de Indiana. En el Censo de 2010 tenía una población de 433 habitantes y una densidad poblacional de 112,73 personas por km².

## Geografía
Arlington se encuentra ubicado en las coordenadas 39°39′1″N 85°35′6″O / 39.65028, -85.58500. Según la Oficina del Censo de los Estados Unidos, Arlington tiene una superficie total de 3.84 km², de la cual 3.79 km² corresponden a tierra firme y (1.21%) 0.05 km² es agua.

## Demografía
Según el censo de 2010, había 433 personas residiendo en Arlington. La densidad de población era de 112,73 hab./km². De los 433 habitantes, Arlington estaba compuesto por el 97.69% blancos, el 0.46% eran afroamericanos, el 0.23% eran amerindios, el 0.69% eran asiáticos, el 0.23% eran isleños del Pacífico, el 0% eran de otras razas y el 0.69% pertenecían a dos o más razas. Del total de la población el 0.46% eran hispanos o latinos de cualquier raza.